# Scutellaria lateriflora
Scutellaria lateriflora, comummente conhecida como escutelária (nome comum que partilha com outras espécies do género Scutellaria) ou escutelária-americana, é uma planta herbácea perene, natural da América do Norte, afamada pelas suas propriedades medicinais ansiolíticas.

## Distribuição
Trata-se de uma espécie autóctone da América do Norte, medrando a Oeste, da Terra Nova à Colúmbia Britânica, no Canadá, e Leste medra da Flórida, nos Estados da América, até à província de Ontário, no Canadá.

### Ecologia
A escutelária-americana privilegia os brejos aluviais, as pradarias higrófitas e os paludes. Pode ser cultivada em contexto doméstico, conquanto que se plante em solos que se mantenham bem irrigados durante o período de crescimento da planta.

## Usos Medicinais
Segundo o Compêndio de psiquiatria "Kaplan & Sadock & Sadock" ainda há poucas informações que respaldem o uso dessa erva em seres humanos, contudo já foram identificados flavonóides, monoterpenos na escutelária-americana (Scutelaria lateriflora L.) e há indicações para o seu uso como ansiolítico, sedativo e hipnótico em doses de 1 a 2 g ao dia.
Contudo há relatos de efeitos adversos de comprometimento cognitivo, hepatotoxicidade. Adverte também que reações tipo dissulfiram pode ocorrer se usada com álcool.

### Etnobotânica
No domínio da etnobotânica, reputam-se propriedades antiespasmódicas, ligeiramente adstringentes, diuréticas, nervinas, sedativas e fortemente tónicas às folhas da escutelária-americana. As quais são colhidas no início do verão e secas para utilização posterior. 
A escutelária-americana é também utilizada na preparação de mezinhas para o tratamento de vários problemas do sistema nervoso, incluindo epilepsia, insónia, ansiedade, delirium tremens, síndrome de abstinência de barbitúricos e tranquilizantes, e nevralgia. 
Ainda neste âmbito, há registo de recurso a um tipo de infusão desta planta para promover a menstruação suprimida, aliviar dores mamárias e estimular a expulsão da placenta, porém, salvaguarda-se que a referida infusão não deve ser administrada a mulheres grávidas, porquanto pode induzir um aborto espontâneo.
Esta planta deve ser usada com alguma precaução, pois em excesso pode causar vertigens, estupor, confusão e espasmos.

## Farmacologia
| Química        | Concentração (mg/g) |
| ALfA-CUBEBENO  | 42                  |
| ALFA-HUMULENO  | 42                  |
| BETA-ELEMENO   | 92                  |
| CALAMENENO     | 152                 |
| DELTA-CADINENO | 270                 |
| -------------- | ------------------- |

| Química         | Concentração (mg/g) |
| CARBOIDRATOS    | 780                 |
| ÁCIDO ASCÓRBICO | 1                   |
| BAICALINA       | 10                  |
| ESCUTELARINA    |                     |
| ESCUTELATEREÍNA |                     |
| TANINO          | 28-35               |
| CERAS           | 12                  |
| --------------- | ------------------- |